# Ljustjärnen (Burträsks socken, Västerbotten, 714373-171789)
Ljustjärnen är en sjö i Skellefteå kommun i Västerbotten och ingår i Rickleåns huvudavrinningsområde.